# Lijst van gemeentelijke monumenten in Ede (gemeente)
In de Gelderse gemeente Ede in Nederland staat een aantal gebouwen en andere objecten dat een dusdanige cultuurhistorische betekenis heeft, dat het door de gemeente erkend is als gemeentelijk monument.
In onderstaande Lijst van gemeentelijke monumenten in Ede worden alle gemeentelijke monumenten genoemd die in het bezit van deze status, of in procedure zijn. 

## Bennekom
De plaats Bennekom kent 78 gemeentelijke monumenten, zie de lijst van gemeentelijke monumenten in Bennekom

## Deelen
De plaats Deelen kent 1 gemeentelijk monument:
| Object                       | Bouwjaar | Architect | Locatie               | Plaats | Coördinaten                  | Nr.        | Afbeelding                   |
| ---------------------------- | -------- | --------- | --------------------- | ------ | ---------------------------- | ---------- | ---------------------------- |
| Rosmolen bij de Lebretshoeve | ws. 1911 |           | Bij Lebretshoeveweg 2 | Deelen | 52° 5' 49" NB, 5° 56' 18" OL | 0228/GM169 | Rosmolen bij de Lebretshoeve |

## Ede
De plaats Ede kent 237 gemeentelijke monumenten, zie de lijst van gemeentelijke monumenten in Ede (plaats)

## Ederveen
De plaats Ederveen kent 6 gemeentelijke monumenten:
| Object                                    | Bouwjaar  | Architect | Locatie        | Coördinaten                  | Nr.        | Afbeelding                           |
| ----------------------------------------- | --------- | --------- | -------------- | ---------------------------- | ---------- | ------------------------------------ |
| Villa "Ruimzicht", villa met tuin         | rond 1916 |           | Hoofdweg 116   | 52° 3' 33" NB, 5° 34' 39" OL | 0228/GM123 | Villa "Ruimzicht", villa met tuin    |
| Kasteel Bruinhorst (koetshuis, park, hek) | 1879      |           | Luntersekade 1 | 52° 4' 5" NB, 5° 34' 47" OL  | 0228/GM124 | Meer afbeeldingen                    |
| Boerderijcomplex De Nap                   | 1697      |           | Munnikeweg 10  | 52° 4' 7" NB, 5° 33' 40" OL  | 0228/GM125 | Meer afbeeldingen                    |
| Boerderij                                 | 1875-1900 |           | Poelweg 2      | 52° 3' 45" NB, 5° 35' 41" OL | 0228/GM126 | Boerderij                            |
| Marktgebouw                               | 1925      |           | Schras 6       | 52° 3' 42" NB, 5° 34' 35" OL | 0228/GM127 | Marktgebouw                          |
| Kerk: zaalkerk (Nederlands Hervormd)      |           |           | Hoofdweg 85    | 52° 3' 33" NB, 5° 34' 35" OL | 0228/GM183 | Kerk: zaalkerk (Nederlands Hervormd) |

## Harskamp
De plaats Harskamp kent 5 gemeentelijke monumenten:
| Object                                  | Bouwjaar  | Architect          | Locatie           | Coördinaten                  | Nr.        | Afbeelding                              |
| --------------------------------------- | --------- | ------------------ | ----------------- | ---------------------------- | ---------- | --------------------------------------- |
| Dubbel woonhuis                         | 1914      |                    | Dorpsstraat 58    | 52° 7' 48" NB, 5° 45' 11" OL | 0228/GM128 | Dubbel woonhuis                         |
| Landhuis                                | 1926      | Henry Van de Velde | Edeseweg 178-180  | 52° 7' 45" NB, 5° 44' 42" OL | 0228/GM129 | Landhuis                                |
| Landhuis met tuin                       | rond 1880 |                    | Edeseweg 188      | 52° 7' 46" NB, 5° 44' 54" OL | 0228/GM130 | Landhuis met tuin                       |
| Klaverblad, boerderij met tuin en hekje | 19e eeuw  |                    | Edeseweg 206      | 52° 7' 45" NB, 5° 44' 56" OL | 0228/GM131 | Klaverblad, boerderij met tuin en hekje |
| Boerderij met erf                       | rond 1920 |                    | Westenengseweg 20 | 52° 7' 42" NB, 5° 41' 36" OL | 0228/GM132 | Boerderij met erf                       |

## Hoenderloo
Het gedeelte van Hoenderloo dat in de gemeente Ede ligt kent 1 gemeentelijk monument, zie de lijst van gemeentelijke monumenten in Hoenderloo.

## De Klomp
De plaats De Klomp kent 2 gemeentelijke monumenten:
| Object                                                                          | Bouwjaar | Architect | Locatie        | Coördinaten                  | Nr.        | Afbeelding                                                                      |
| ------------------------------------------------------------------------------- | -------- | --------- | -------------- | ---------------------------- | ---------- | ------------------------------------------------------------------------------- |
| boerderij: kop-hals-rompboerderij                                               |          |           | Stationsweg 11 | 52° 2' 48" NB, 5° 34' 26" OL | 0228/WN001 | boerderij: kop-hals-rompboerderij                                               |
| fabrieksgebouw (graanmaalderij Coöp. Aankoopvereniging 'De Klomp en omstreken') |          |           | Stationsweg 10 | 52° 2' 48" NB, 5° 34' 21" OL | 0228/WN002 | fabrieksgebouw (graanmaalderij Coöp. Aankoopvereniging 'De Klomp en omstreken') |

## Lunteren
De plaats Lunteren kent 38 gemeentelijke monumenten, zie de lijst van gemeentelijke monumenten in Lunteren

## Otterlo
De plaats Otterlo kent 8 gemeentelijke monumenten:
| Object                                                            | Bouwjaar               | Architect          | Locatie            | Coördinaten                  | Nr.        | Afbeelding                                                        |
| ----------------------------------------------------------------- | ---------------------- | ------------------ | ------------------ | ---------------------------- | ---------- | ----------------------------------------------------------------- |
| Daggelderswoning 't Musschennest                                  | laatste kwart 19e eeuw |                    | Beekdalseweg 1     | 52° 5' 38" NB, 5° 45' 1" OL  | 0228/GM166 | Daggelderswoning 't Musschennest                                  |
| Boerderij met siertuin, hek en heg                                | 1899                   |                    | Dorpsstraat 1      | 52° 6' 6" NB, 5° 46' 20" OL  | 0228/GM167 | Boerderij met siertuin, hek en heg                                |
| Landbouwenclave Oud Reemst                                        | eerste vermelding 1427 |                    | Harderwijkerweg 1  | 52° 2' 36" NB, 5° 48' 34" OL | 0228/NM003 | Landbouwenclave Oud Reemst                                        |
| De Houtkamp, boerderijcomplex                                     | 19e eeuw               | L. van Zoelen Hzn. | Houtkampweg 7-9    | 52° 6' 13" NB, 5° 47' 2" OL  | 0228/GM168 | De Houtkamp, boerderijcomplex                                     |
| Beeld Stenen Gewei                                                | 1928-29                | John Rädecker      | Houtkampweg        | 52° 5' 44" NB, 5° 49' 29" OL | 0228/GM173 | Upload foto                                                       |
| recreatiehuis: dubbel vakantiehuis (Ned. Bond Gemeenteambtenaren) |                        |                    | Karweg 12-14       | 52° 5' 44" NB, 5° 46' 40" OL | 0228/GM190 | recreatiehuis: dubbel vakantiehuis (Ned. Bond Gemeenteambtenaren) |
| gedenkteken: sculptuur                                            |                        |                    | Harskamperweg z.n. | 52° 6' 11" NB, 5° 46' 18" OL | 0228/GM199 | gedenkteken: sculptuur                                            |
| woonhuis: bungalow                                                |                        |                    | Arnhemseweg 59     | 52° 5' 51" NB, 5° 46' 21" OL | 0228/GM211 | woonhuis: bungalow                                                |

## Wekerom
De plaats Wekerom kent 1 gemeentelijk monument:
| Object          | Bouwjaar              | Architect | Locatie      | Coördinaten                 | Nr.        | Afbeelding      |
| --------------- | --------------------- | --------- | ------------ | --------------------------- | ---------- | --------------- |
| Schuur Het Laar | tweede helft 18e eeuw |           | Edeseweg 109 | 52° 7' 3" NB, 5° 43' 14" OL | 0228/GM170 | Schuur Het Laar |

Aalten · 
Apeldoorn · 
Arnhem · 
Barneveld · 
Berkelland · 
Beuningen · 
Bronckhorst · 
Brummen · 
Buren · 
Culemborg · 
Doesburg · 
Doetinchem · 
Druten · 
Duiven · 
Ede · 
Elburg · 
Epe · 
Ermelo · 
Groesbeek · 
Harderwijk · 
Hattem · 
Heerde · 
Heumen · 
Lingewaard · 
Lochem · 
Maasdriel · 
Montferland · 
Neder-Betuwe · 
Nijkerk · 
Nijmegen · 
Nunspeet · 
Oldebroek · 
Oost Gelre · 
Oude IJsselstreek · 
Overbetuwe · 
Putten · 
Renkum · 
Rheden · 
Rozendaal · 
Scherpenzeel · 
Tiel · 
Ubbergen · 
Voorst · 
Wageningen · 
West Betuwe · 
West Maas en Waal · 
Westervoort · 
Wijchen · 
Winterswijk · 
Zaltbommel · 
Zevenaar · 
Zutphen